# Sergio Hernández
Sergio Hernández (Jávea, 6 de Dezembro de 1983) é um automobilista espanhol, correu em 2005 na GP2 Series pela equipe Campos, tendo também disputado a Fórmula 3 espanhola em 2004.

## Registros naGP2 Series
| Ano  | Equipe        | No. | Corridas | Poles | Vitórias | Pontos | Posição final |
| 2005 | Campos Racing | 21  | 23       | 0     | 0        | 3      | 20°           |
| 2006 | Durango       | 23  | 20       | 0     | 0        | 3      | 23°           |